# As-Saiyida Nafīsa
as-Saiyida Nafīsa (arabisch السيدة نفيسة‎; * 760 in Mekka; † Januar 825 in Fustāt) ist eine vor allem in Ägypten verehrte Volksheilige des Islam (Volksislam).

## Abstammung
Nafisa stammte der Überlieferung zufolge sowohl väterlicher- als auch mütterlicherseits vom Propheten Mohammed ab. Ihre Mutter, Sayyida Sukaina, war eine Tochter von Husain ibn Ali, dem Enkel des Propheten, ihr Vater, al-Hasan al-Anwar, ein Enkel von dessen Bruder Hasan ibn Ali.

## Leben und Legende
Nafisa wurde am Geburtstag Mohammeds im Jahre 145 islamischer, 760 christlicher Zeitrechnung in Mekka geboren. Mit fünf Jahren kam sie mit ihrem Vater nach Medina. Schon als Kind begann sie den Koran und islamisches Recht zu studieren. Sie lebte asketisch und fastete jeden Tag, bis auf zwei Feiertage im Jahr. Nur jede dritte Nacht soll sie Nahrung zu sich genommen haben.
Mit 16 Jahren heiratete sie ihren Cousin Ishaq al-Mu’tamin. Sie hatten zwei Kinder, einen Sohn namens al-Qassim und eine Tochter, die sie Umm Kulthum nannten. 
Ihr gesamtes Leben ist von Legenden umrankt; so soll sie dreißigmal nach Mekka gepilgert sein, meist zu Fuß, und auch das Grab Abrahams besucht haben. Er sei ihr in einer Vision erschienenen und sie ermahnt haben, besser auf ihre Gesundheit zu achten und im Gebet Maß zu halten.
Im Alter von 44 Jahren begab sich Nafisa nach Kairo. Viele Ägypter kamen, um ihren Segen zu empfangen. Sie unterrichtete Studenten in Recht und Koranauslegung, darunter auch den berühmten Imam asch-Schāfiʿī. Wenn er krank war, schickte er einen Boten zu ihr und ihre Fürbitte machte ihn, so der Glaube, gesund. Unter ihren Schülern waren auch die Gelehrten Imam Uthman ibn Saʿid al-Misri, Dhu n-Nun, Masri al-Samarkandi, Imam Abu Bakr al-Adfawi und Abu l-Hasan ibn Ali ibn Ibrahim.
Sie bat ihren Mann, mit den Kindern nach Kairo zu kommen. Als sie ihr Ende nahen fühlte, grub sie eine Grabhöhle in ihrem Haus, wo sie zuletzt sitzend lebte. Hier wurde sie auch begraben und die Ägypter trauerten um sie. Über 150 Wunderlegenden werden von ihr berichtet. Berühmt ist ihre Heilung eines kranken jüdischen Mädchens. Als in einem Jahr die Nilflut ausblieb, übergab sie ihren Schleier, damit er in den Nil geworfen werde, der daraufhin zu steigen begann. Zuletzt soll sie 199 Mal den Koran rezitiert haben und schließlich bei dem Wort „Barmherzigkeit“ gestorben sein. Ihre Grabmoschee (qubba) befindet sich in Kairo am Nordwestrand des Nordfriedhofs al-Qarafa.